# 1435 w polityce
Wydarzenia polityczne w 1435 roku.

## Wydarzenia
- 21 września - wojna stuletnia: traktat pokojowy w Arras pomiędzy Burgundią a Francją: władca Burgundii Filip III Dobry odstępuje od popierania Anglików i uznaje Karola VII za króla Francji[1].

## Zmarli
- 9 października – Paweł Włodkowic, polski uczony i polityk.